# Hot Sulphur Springs
La ville de Hot Sulphur Springs est le siège du comté de Grand, situé dans le Colorado, aux États-Unis.
Selon le recensement de 2010, Hot Sulphur Springs compte 663 habitants. La municipalité s'étend sur 0,76 milles carrés (1,97 km2).

## Histoire
D'abord appelée Saratoga West et Grand City, la ville adopte son nom actuel en référence aux sources chaudes (hot springs) de la région.
En 1863, William Byers, le fondateur du Rocky Mountain News à Denver, rachète les Hot Sulphur Springs à une femme sioux, ce qui déclenche des poursuites judiciaires des vrais propriétaires, la tribu Ute. Byers veut en faire une « petite suisse américaine », projet qui n'aboutira jamais, le chemin de fer refusant d'y aller en 1928.

## Démographie
| 1880 | 1910 | 1920 | 1930 | 1940 | 1950 |
| ---- | ---- | ---- | ---- | ---- | ---- |
| 100  | 182  | 123  | 142  | 235  | 263  |

| 1960 | 1970 | 1980 | 1990 | 2000 | 2010 |
| ---- | ---- | ---- | ---- | ---- | ---- |
| 237  | 220  | 405  | 347  | 521  | 663  |